# Dones indígenes desaparegudes i assassinades
La crisi de drets humans de les dones indígenes desaparegudes i assassinades (MMIW per les seves sigles en anglès) afecta de manera desproporcionada els pobles indígenes del Canadà i dels Estats Units, és a dir, les comunitats de les Primeres Nacions, Métis, Inuit i nadius americans. Als Estats Units i el Canadà hi ha un moviment massiu per conscienciar sobre les dones i nenes indígenes desaparegudes i assassinades (MMIWG per les seves sigles en anglès) mitjançant marxes organitzades, la creació de bases de dades, reunions de la comunitat local, l'ajuntament i aplecs de consells tribals, i cursos de formació sobre violència de gènere per a la policia.
La MMIW ha estat descrita com una crisi nacional canadenca i un genocidi canadenc. En resposta a les crides repetides de grups Indígenes, activistes i organitzacions no governamentals, el govern del Canadà durant el mandat del primer ministre Justin Trudeau va establir una investigació pública nacional, la Investigació Nacional sobre Dones i Nenes Indígenes Desaparegudes i Assassinades el setembre de 2016. Segons els antecedents de la investigació, entre els anys 1980 i 2012, les noies i dones indígenes van representar el 16% de tots els homicidis de dones al Canadà, mentre que tan sols representen el 4% de la població femenina de l'estat. La investigació va ser completada i presentada al públic el 3 de juny de 2019.
Un informe del 2014 de la RCMP, titulat Dones aborígens desaparegudes i assassinades: una visió general operativa nacional, va revelar que més que 1.000 dones indígenes van ser assassinades durant 30 anys. Entre el 2001 i el 2015, la taxa d'homicidi per a les dones indígenes a Canadà era gairebé sis vegades més alta que la d'altres dones, representant "el 4,82 per cada 100.000 habitants davant un 0,82 per 100.000 habitants" de les dones no indígenes. A Nunavut, Yukon, als Territoris de Nord-oest, i a les províncies de Manitoba, Alberta i Saskatchewan, aquesta sobrerepresentació de dones indígenes entre les víctimes d'homicidi era encara més alta. L'Associació de les Dones Nadiues del Canadà (NWAC) ha documentat 582 casos de llavors ençà de la dècada de 1960, amb un 39% després del 2000 —tot i que alguns grups d'advocacia diuen que hi ha molts més casos, amb el nombre més alt de casos a la Colúmbia Britànica. Entre els casos més destacats hi ha el de 19 dones assassinades a la carretera de les Llàgrimes, i algunes de les 49 dones de la zona de Vancouver assassinades per l'assassí en sèrie Robert Pickton.
Als Estats Units, les dones indígenes tenen més del doble de probabilitats de patir violència sexista que qualsevol altre grup demogràfic. Una de cada tres dones indígenes és agredida sexualment durant la seva vida, i el 67% d'aquestes agressions són perpetrades per criminals no indígenes. La Llei Federal de Violència Contra Dones (VAWA) fou represa l'any 2013, i per primer cop va donar a les tribus jurisdicció per investigar i perseguir delictes greus de violència de gènere tant si els delinqüents eren nadius com no nadius, a les reserves. El 2019, la Cambra de Representants, liderada pel Partit Demòcrata, validà la H. R. 1585 (Llei de Reautorització de la Violència contra les Dones de 2019) en una votació amb un percentatge de 263–158, que augmenta molt més els drets d'enjudiciament de les tribus. El projecte de llei no fou acceptat pel Senat, que en aquell moment tenia majoria republicana.
Les forces de l'ordre, els periodistes i els activistes de les comunitats indígenes, tant als Estats Units com a Canadà, han lluitat per a conscienciar sobre la connexió entre el tràfic sexual, l'assetjament sexual, les agressions sexuals i les dones que desapareixen i són assassinades.

## Rerefons i visió general
Com a grup que ha estat "marginat socialment, econòmicament, i política", les dones indígenes han sigut objectius freqüents d'odi i violència. Alguns factors subjacents com la pobresa i la falta de llar contribueixen a la seva victimització, així com factors històrics com el racisme, el sexisme, i el llegat de l'imperialisme. El trauma causat per abusos sota el sistema d'escola residencial del Canadà també hi té un paper important.
Les dones indígenes tenen entre 3 i 3½ vegades més probabilitats de ser víctimes de crims violents que altres dones, i la violència que afronten és sovint més greu.

### Canadà
Al Canadà, segons els activistes, "milers de casos" de dones indígenes desaparegudes i assassinades durant l'última meitat del segle XX no van ser pròpiament investigats a causa de biaix policíac. Les 49 dones assassinades per l'assassí en sèrie Robert Pickton, que fou finalment empresonat l'any 2007, se'n citen com un exemple: les famílies afirmen que Pickton fou capaç de continuar matant tant de temps perquè la policia no es prengué les desaparicions seriosament perquè la majoria de les dones eren prostitutes i indígenes.
Un informe de Statistics Canada del 2011 calculava que entre 1997 i 2000 la taxa d'homicidis de dones i nenes indígenes era gairebé set vegades més alta que la d'altres dones. En comparació amb les dones i nenes no indígenes, també estaven "desproporcionadament afectades per tot tipus de violència." Són també significativament sobrerepresentades entre les víctimes femenines canadenques d'homicidi, i són molt més propenses a desaparèixer que les altres dones.
El 2010, Jaime Black començà el projecte de REDress per representar les dones indígenes i noies desaparegudes, i mostrà el seu primer vestit en un museu de Winnipeg. El Dia de Vestit vermell se celebra el 5 de maig tant a Canadà com als Estats Units. El 2012, Sheila North Wilson encunyà l'etiqueta d'internet #MMIW, per a les dones indígenes assassinades i desaparegudes, mentre treballava per a l'Assemblea de Caps de Manitoba.

### Estats Units
Als Estats Units, les dones indígenes tenen més del doble de probabilitats d'experimentar violència que qualsevol altre grup demogràfic. Una de cada tres dones indígenes és sexualment agredida durant la seva vida, i el 67% d'aquestes agressions són perpetrades per criminals no nadius. Lisa Brunner, directora executiva de la Coalició Nacional Sacred Spirits First, afirma:
El que ha passat amb la llei i la política federal dels Estats Units és que han creat terrenys d'impunitat que són patis per a violadors en sèrie, maltractadors, assassins i el que sigui, i els nostres fills no estan gens protegits. 
La Llei Federal de Violència Contra Dones (VAWA) va ser reautoritzada el 2013, fet pel qual es va atorgar a les tribus la jurisdicció per investigar i processar delictes greus de violència de gènere que involucren tant delinqüents nadius a les reserves com delinqüents no nadius.
El 2021, la secretària d'Interior de l'Administració Biden, Deb Haaland (després de ser nomenada), va anunciar la creació de la Unitat de Desapareguts i Assassinats dins d'aquest departament per ajudar les dones indígenes desaparegudes i assassinades.

## Estadística per al Canadà
Diversos grups han recollit dades de períodes diferents i hi han utilitzant criteris diferents. Les dades disponibles suggereixen que el nombre de dones indígenes desaparegudes i assassinades és desproporcionadament alt comparat amb el seu percentatge de la població total.
Una de les conclusions més significatives de l'informe Enquesta nacional sobre dones i nenes indígenes desaparegudes i assassinades, de juny del 2019, era que no hi havia cap "estimació fidedigna del nombre de dones, nenes i persones indígenes desaparegudes i assassinades al Canadà."  Una de les raons n'és que Canadà no tenia una base de dades de persones desaparegudes fins al 2010, i això va fer difícil determinar la taxa d'assassinats i desaparicions de dones indígenes en comparació amb altres segments de població.
La unitat del Centre Nacional de Persones Desaparegudes i No identificades (NCMPUR) del RCMP s'establí el 2010 en resposta a les seves investigacions sobre dones indígenes desaparegudes i assassinades, particularment en relació amb el que s'ha conegut com la "carretera de les Llàgrimes" —una àrea de cruïlla al voltant de la carretera 16 a la Colúmbia Britànica. Per fer un seguiment de les persones desaparegudes en tot Canadà, el RCMP creà la unitat Nens Desapareguts, Persones i Restes no identificades (MCPIR) i desenvolupà un algoritme per recollir i comparar "tots els informes de persones desaparegudes i totes els informes relacionats presentats per la policia de tot Canadà" al Centre d'Informació de la Policia canadenca (CPIC). Des del 2010, el NCMPUR ha publicat el "Full de dades ràpides NCMPUR" per proporcionar un "desglossament nacional d'informes de persones desaparegudes per província, edat (nen o adult), sexe, i causa probable."
Una base de dades compilada com a part d'una tesi doctoral el 2013 identificà 824 dones indígenes desaparegudes i assassinades entre 1946 i 2013. Un informe del RCMP del 2014 deia que el "nombre havia crescut en gairebé 1.200 casos més entre 1980 i 2012".
Entre 1980 i 2012, les dones i nenes indígenes desaparegudes i assassinades van representar el 16% de tots els homicidis de dones al Canadà mentre que són tan sols el 4% de la població femenina. Un informe del 2011 de Statistics Canada calculava que entre el 1997 i el 2000, la taxa dels homicidis de dones indígenes era gairebé set vegades més alta que la de les altres dones.  
Mentre que els homicidis de dones no indígenes van disminuir entre 1980 i 2015, el nombre de dones indígenes víctimes d'homicidi augmentà del 9% (1980) al 24% (2015). Des del 2001 fins al 2015, la taxa d'homicidis de dones indígenes era gairebé sis vegades més alta que la de les altres dones, i representa el "4,82 per cada 100.000 habitants versus el 0,82 per 100.000 habitants". A Nunavut, l Yukon, els Territoris de Nord-oest, i a les províncies de Manitoba, Alberta, i Saskatchewan, aquesta sobrerepresentació de dones indígenes entre les víctimes d'homicidi era fins i tot més alta. Segons un estudi realitzat el 2007 per la Província de Saskatchewan—l'única província que ha revisat sistemàticament els seus fitxers de persones desaparegudes per buscar casos relacionats amb dones indígenes— es descobrí que les dones indígenes constitueixen el 6% de la població de la província, i el 60% dels casos de les dones desaparegudes de la província.
En el reportatge de la CBC, Desaparegudes i assassinades: els casos no resolts de dones i nenes indígenes, es creà una base de dades interactiva que incloïa més de 300 casos no resolts de dones indígenes desaparegudes i assassinades fins a febrer del 2016. La CBC investigà 34 casos en què les famílies no estaven d'acord amb la determinació de les autoritats que no hi va haver joc brut: hi trobà "circumstàncies sospitoses, sense explicació i altres factors que justifiquen una investigació addicional."

### La carretera de les Llàgrimes
Aquest terme es refereix al tram de 700 km de l'autopista 16 que va de Prince George a Prince Rupert a la Colúmbia Britànica i que ha sigut escenari d'assassinats i desaparicions de diferents dones, principalment indígenes, des de 1969.
Com a resposta a la crisi de la carretera de les Llàgrimes, la RCMP de la Colúmbia Britànica posà en funcionament el Projecte E-Pana el 2005. Començà una investigació sobre nous casos de dones assassinades i feu un grup de treball el 2006. El 2007, va afegir-hi nou casos més, que incloïen els de dones assassinades i desaparegudes al llarg de les carreteres 16, 97 i 5. El grup de treball és format per més de 50 investigadors i inclouen els dels anys 1969 fins als del 2006.
Les ONG i les organitzacions indígenes tenen estimacions diferents sobre el nombre de víctimes al llarg de la carretera: la policia identifica 18 assassinats i desaparicions, 13 d'ells d'adolescents, i altres organitzacions situen el nombre més a prop de 40 casos. Una raó per aquesta discrepància numèrica és que per tal que un cas s'inclogui en l'estadística del Projecte E-Pana ha d'haver passat a una milla de les autopistes 16, 97 o 5; el recompte rebutja tots els casos que passen en altres llocs al llarg de la ruta.
Moltes persones fan autoestop al llarg d'aquest tram de la carretera perquè no tenen cotxe i no hi ha transport públic. Els assassinats de la carretera de les Llàgrimes han donat lloc a iniciatives del govern de la Colúmbia Britànica per fer que les dones no hi facin autoestop, per això s'han posat tanques publicitàries al llarg de la carretera que adverteixen les dones dels perills. Alguns documentals s'han centrat en les víctimes d'aquesta carretera.

## Estadística per als Estats Units
El Centre Nacional d'Informació sobre Delinqüència va informar de la desaparició de 5.712 dones i nenes indígenes el 2016. Un estudi finançat pel Departament de Justícia va descobrir que
les taxes nacionals de victimització per homicidi contra les dones indígenes americanes i nadiues d'Alaska van després de les de les seves homòlogues afroamericanes, però són més altes que les de les dones blanques. Tot i això, aquestes mitjanes nacionals amaguen les altíssimes taxes d'homicidi contra les dones indígenes americanes i nadiues d'Alaska presents en alguns comtats formats principalment per terres tribals. En alguns comtats, les taxes d'homicidi contra dones indígenes americanes i nadiues d'Alaska són més de deu vegades superiors a la mitjana nacional.
Les dades sobre la violència contra les dones a EUA han sigut difícils de recopilar. L'ètnia o la ciutadania dels indígenes americans sol estar mal identificada en els certificats de defunció i en els registres de les forces policials. Només menys de la meitat dels incidents de violència contra les dones són denunciats.
El 2013 es va reautoritzar la Llei Federal de Violència contra les Dones, que per primera vegada atorgava a les tribus la jurisdicció per a investigar i jutjar els delictes greus de violència de gènere en els quals hi hagués implicats delinqüents nadius i no nadius de les reserves. El 26% dels nadius viuen en reserves.

### Estudi de l'Institut de Salut Indígena Urbana
El 2018 The Urban Indian Health Institute va investigar els informes de MMIW en 71 centres urbans. Van trobar 506 casos únics, el 80% dels quals van passar entre el 2000 i el 2018. D'aquests casos, 128 (el 25%) van ser denunciats com a desapareguts, 280 (el 56%) com a assassinats i 98 (el 19%) van ser retirats de la base de dades de persones desaparegudes sense informació sobre si la víctima fou trobada sana i estàlvia o morta. L'estudi descobrí que en moltes ciutats la recollida de dades era deficient i que moltes jurisdiccions no havien respost a les sol·licituds de dades de la Llei de Llibertat d'Informació o hi van respondre de manera incompleta; l'estudi va concloure que els 506 casos eren "probablement un recompte insuficient". L'estudi utilitzà els registres de les forces policials, les bases de dades estatals i nacionals, els informes dels mitjans de comunicació, les publicacions en xarxes socials i els relats de la comunitat i dels familiars per elaborar-ne l'informe. Van descobrir que 153 casos no constaven en les base de dades de les forces policials.
L'estudi també examinà la cobertura mediàtica dels casos investigats en l'informe. Van revelar que un terç dels mitjans de comunicació que cobrien els casos de MMIW utilitzaven un "llenguatge violent" que reflectia "racisme o misogínia, o estereotips racials" en les seves descripcions de les víctimes.

## Iniciatives i activisme

### Dia Nacional de la Conscienciació sobre les Dones i Nenes Indígenes Desaparegudes i Assassinades
Els Estats Units van declarar el 5 de maig del 2018 com el Dia Nacional de Conscienciació amb la finalitat d'augmentar la preocupació per la crisi i tornar a centrar l'atenció en els problemes que afecten les dones indígenes. S'espera millorar les relacions entre els governs federal i tribal.

### Al Canadà
Els activistes indígenes fa dècades que estan organitzant protestes i vigílies relacionades amb les dones, nenes i persones de dos esperits (nadiues) desaparegudes i assassinades. L'Associació de Dones Nadiues del Canadà fou una de les moltes organitzacions que van crear una base de dades de dones indígenes desaparegudes i assassinades. Els grups activistes de base comunitària "Families of Sisters in Spirit" i "No More Silence" també han estat recopilant noms de dones indígenes desaparegudes i assassinades des del 2005. El 2015, les crides a l'acció de la Comissió de la Veritat i la Reconciliació del Canadà també van demanar al govern federal que establís una investigació pública sobre els problemes de les MMIV. El primer ministre Justin Trudeau n'anuncià la investigació el desembre del 2015.

### REDress Project (Projecte del vestit vermell)

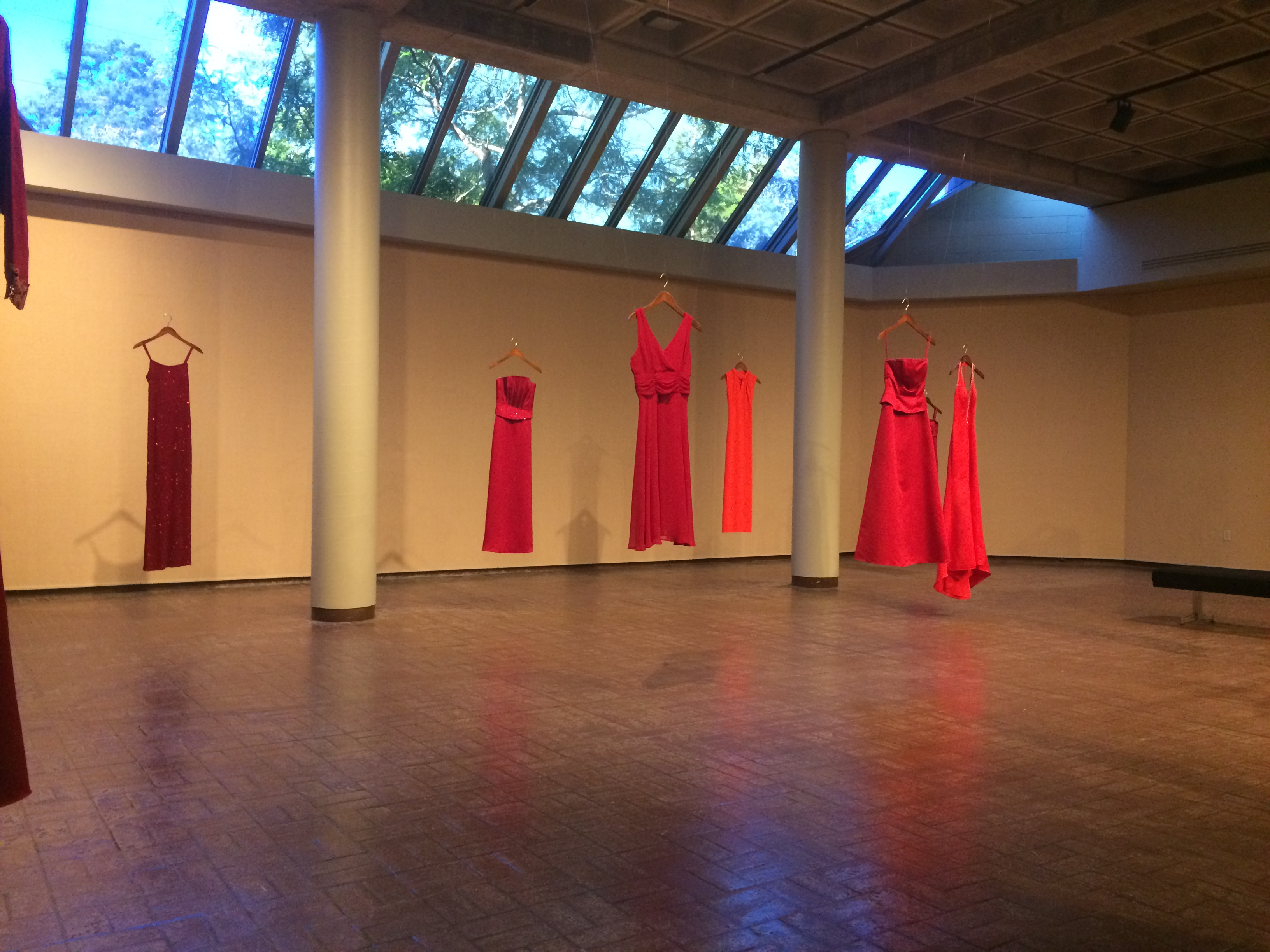
Projecte REDress Vancouver, Colúmbia Britànica

El projecte REDress és una instal·lació d'art públic dedicada a recordar les dones indígenes desaparegudes i assassinades. Són vestits vermells, penjats o col·locats en espais públics, i cada vestit buit representa una de les dones desaparegudes i assassinades. La canadenca Jaime Black (métis) començà el projecte el 2000. Segons va declarar a CTV News, 
"una amiga seva, que també és aborigen, li va explicar que el vermell era l'únic color que podien veure els esperits. Així que el vermell és realment una crida als esperits d'aquestes dones i els dona l'oportunitat d'estar entre nosaltres i que se sentin les seves veus pels membres de la seva família i comunitat."
El projecte REDress s'ha exposat als campus de les universitats de Winnipeg, Saskatchewan, Damloops, Alberta, Toronto, Ontario Occidental i a la Universitat de Queen, així com a la Legislatura de Manitoba i al Museu Canadenc de Drets Humans.
La Diada del Vestit Vermell és el 5 de maig (celebrat per primera vegada el 2010).